# Objetiva (editora)
Objetiva é uma editora brasileira, fundada em 1992 e desde 2015 um selo editorial do grupo Companhia das Letras. Seu catálogo inclui livros de Philip Pullman, Luis Fernando Veríssimo, Tony Judt, Arnaldo Jabor, Harold Bloom, Stephen King e Joe Hill, bem como seu principal produto, o Dicionário Houaiss.

## História
Fundada em 1992, a Editora Objetiva se consolidou ao longo dos anos 90 como uma das editoras de referência no segmento de livros de interesse geral. Publica escritores como Luis Fernando Verissimo, Tony Judt, Arnaldo Jabor e Harold Bloom, entre tantos outros, assim como o Dicionário Houaiss, o mais completo da língua portuguesa. Atua em vários segmentos e especialmente em história, biografia, política, comportamento, humor, reportagem, ensaio e referência. Desde junho de 2005, quando parte majoritária de suas ações foi comprada pelo Grupo Santillana, um dos líderes do setor editorial e de comunicação da Europa e América Latina, a Objetiva deu início a uma nova etapa de diversificação e crescimento.
Em setembro de 2005, lançou o selo SUMA, voltado para romances históricos, livros de suspense e mistério, publicando romances de Stephen King e Joe Hill – o melhor da ficção de entretenimento.  
Em setembro de 2006, lançou um terceiro selo, Alfaguara, há décadas sinônimo de excelência literária e da melhor ficção na Espanha e América Latina. Alfaguara publica um elenco de autores extraordinários, tanto contemporâneos como clássicos da literatura universal; Mario Vargas Llosa, Carlos Heitor Cony, Cormac McCarthy, João Cabral de Mello Neto, James Joyce, João Ubaldo Ribeiro, Fernando Pessoa, Mario Benedetti e Haruki Murakami, para citar alguns.Em maio de 2008, outro selo foi integrado à editora: FONTANAR, dedicado aos livros de autoajuda, saúde, comportamento e desenvolvimento pessoal.
Os quatro selos – Suma, Alfaguara, Fontanar e Objetiva – atuam de forma independente e complementar; com equipes editoriais separadas e especializadas, apoiadas pela mesma estrutura operacional e empresarial. A Objetiva é uma editora comprometida com a busca permanente de qualidade e do crescimento através da diversificação editorial. Novos projetos, voltados para determinados segmentos de leitores, estão sendo desenvolvidos e serão lançados em breve.
Em 2014, a Penguin Random House adquiriu a Objetiva do Grupo Santillana.
Em 2015, a Companhia das Letras adquiriu 55% da Objetiva da Penguin Random House, tornando se não mais uma editora da PRISA, porém, seus livros antigos ainda possuem o símbolo e nome da PRISA em seu verso, já os posteriores estão sob a bandeira da Companhia das Letras.

## Grupo Prisa-Santillana
O Grupo Santillana atua há mais de 40 anos na área da educação e da literatura. Hoje, é líder na Espanha e na América Latina no segmento dos livros didáticos e publica os selos de tradição e forte presença no setor de obras gerais: Alfaguara, de ficção literária; Aguilar, de não-ficção; Taurus, de ensaio; Suma, de ficção de entretenimento e Ponto de Leitura, de livros de bolso.
No Brasil, o grupo está presente através da Editora Moderna, uma das líderes no setor da educação no país.
Com o fim do Franquismo na Espanha, o Grupo Santillana participou da criação de um novo jornal, El País, que se tornou a publicação de referência da língua espanhola. Este foi o ponto de partida para o desenvolvimento de um potente e diversificado grupo de mídia, o Grupo Prisa, com forte presença nos setores da televisão aberta e por assinatura, rádio, jornais nacionais, regionais e internet, na Espanha, Portugal e toda a América Latina, e com uma participação no jornal Le Monde.
Hoje, o Grupo Santillana integra o Grupo Prisa, empresa de capital aberto, com ações na bolsa de valores de Madri.
A editora Objetiva pertenceu ao grupo até 2015, quando passou a fazer parte das editoras do grupo Companhia das Letras.